# Jagdeep Shah
Jagdeep Shah (* 3. September 1942 in Surat) ist ein indisch-US-amerikanischer Physiker.

## Leben
Shah studierte an der Universität Bombay mit dem Bachelor-Abschluss 1962, war zwei Jahre Teaching Assistent in Physik am Rensselaer Polytechnic Institute und wurde 1967 am Massachusetts Institute of Technology promoviert. Ab 1967 wurde er Mitglied der Bell Laboratories, wo er 1985 Distinguished Member of the Technical Staff wurde. 2001 verließ er Bell Labs und ging an die DARPA als Projektmanager in die Abteilung Mikrosystemtechnik.
An den Bell Laboratories befasste er sich mit optischen und elektronischen Eigenschaften von Halbleitern, ultraschnelle Dynamik von Halbleitern und Nanostrukturen und dem Verständnis der Dynamik ultraschneller elektronischer, optoelektronischer und photonischer Bauteile.
1990 erhielt er den Humboldt-Forschungspreis. 1996 bis 1998 erhielt er einen Distinguished Traveling Lecturer Award der American Physical Society. 2000 erhielt er den Max Born Award. Er ist Mitglied des Komitees für Festkörper-Wissenschaften (Solid State Sciences) der National Academy of Sciences.
Er ist Fellow der American Physical Society und der Optical Society of America.

## Schriften
- Ultrafast spectroscopy of semiconductors and semiconductor nanostructures. Springer Verlag, 1996; 2. Auflage 1999
- als Herausgeber: Hot carriers in semiconductor nanostructures: physics and applications. Academic Press, 1992